# 홍천 희망리 당간지주
홍천 희망리 당간지주(洪川 希望里 幢竿支柱)는 대한민국 강원특별자치도 홍천군에 있는 고려시대의 당간지주이다. 1963년 1월 21일 대한민국의 보물 제80호로 지정되었다.

## 개요
절에 행사가 있을 때, 절 입구에 당(幢)이라는 깃발을 달아두는데, 이 깃발을 달아두는 장대를 당간(幢竿)이라 하며, 당간을 양쪽에서 지탱해 주는 두 돌기둥을 당간지주라고 부른다. 사찰 입구에 설치되어 신성한 영역임을 표시하기도 한다.
이 곳에 관한 기록은 남아 있지 않지만, 주변 부지에서 많은 기와조각이 발견되어 절터로 짐작되고 있다.
지주는 약 70cm의 간격을 두고 마주 서 있는데, 이 두 지주의 사이가 당간이 들어갈 부분이다. 특별한 장식없이 소박하며, 중간 아래로 내려오면서 조금 굵어졌고, 밑부분에 이르러는 더욱 굵어진 모습이다. 깃대를 고정시켜주는 홈이 안쪽 윗부분에 파여져 있다.
인근에 함께 있는 홍천 희망리 삼층석탑(보물 제79호)과 관련지어 볼 때, 거의 같은 시기인 고려 중기에 만들어진 것으로 본다.

## 같이 보기
- 홍천 희망리 삼층석탑 - 보물 제79호

## 참고 자료
- 홍천 희망리 당간지주 - 국가유산청 국가유산포털